# Frederick Garling Jr.
Frederick Garling Jr. (Londen, 23 februari 1806 – Sydney, 16 november 1873) was een Brits douaneambtenaar en kunstschilder in Australië.
Garling maakte in 1827 deel uit van James Stirlings expeditie naar de rivier de Swan.

## Vroege leven
Garling werd in 1806 in Londen geboren. Hij was een zoon van Frederick Garling Senior, een advocaat, en diens echtgenote Elizabeth.
Vader Garling arriveerde in 1815 met zijn gezin aan boord van de Francis and Eliza in Sydney.

## Carrière
Reeds op jonge leeftijd was Garling door de schilderkunst gepassioneerd. Hij leerde zichzelf schilderen en volgde les bij professioneel kunstenaar en reiziger Augustus Earle.
In 1827 mocht Garling als officieel kunstenaar deelnemen aan James Stirlings expeditie naar de rivier de Swan in het westen van Australië. Hij schilderde er onder meer View across the coastal plain, Bivouac on the banks of the Swan en View from Mount Eliza.
Terug in Sydney, nog steeds in 1827, werd Garling als 'landing waiter' - een douanefunctie in Port Jackson - aangeworven. In 1848 promoveerde hij tot waarnemend 'landing surveyor' en werd verantwoordelijk voor alle buitenactiviteiten in Port Jackson. Garling getuigde in 1856 voor een parlementaire commissie, en in 1859 voor een onderzoekscommissie, over de staat en werking van het douanedepartement. Hij werd schuldig bevonden aan ernstig plichtsverzuim. De onderzoekscommissie vond Garling "het vertrouwen dat in hem gesteld was, en de hoge positie die hij bekleedde, onwaardig".
In 1829 huwde Garling met Elizabeth, de jongste dochter van de 'Lieutenant Ward of the 1st Regiment'. Het huwelijk bracht zeven zonen en vier dochters voort. Toen Garlings schoonzuster Susannah Bedwell in mei 1854 stierf, kreeg hij nog eens elf kinderen jonger dan eenentwintig onder zijn voogdijschap.
Garling schilderde een aanzienlijk deel van de schepen die Port Jackson aandeden toen hij er werkzaam was. Hij produceerde voornamelijk aquarellen. Garling ondertekende en dateerde zijn werk niet altijd. Hij zou meer dan 270 schilderijen hebben geproduceerd.
In 1859 ging Garling met pensioen.

## Nalatenschap
Garling stierf op 16 november 1873 te Sydney.
Zijn vroege werk kan in de 'Dixson and Mitchell Galleries' en het lokaal van de 'Royal Sydney Yacht Squadron' worden bezichtigd.
Het 'Australian National Maritime Museum' is in het bezit van het schilderij  The Succes, de 'Art Gallery of New South Wales' van The Nereid en de Art Gallery of Western Australia van View across the coastal plain.

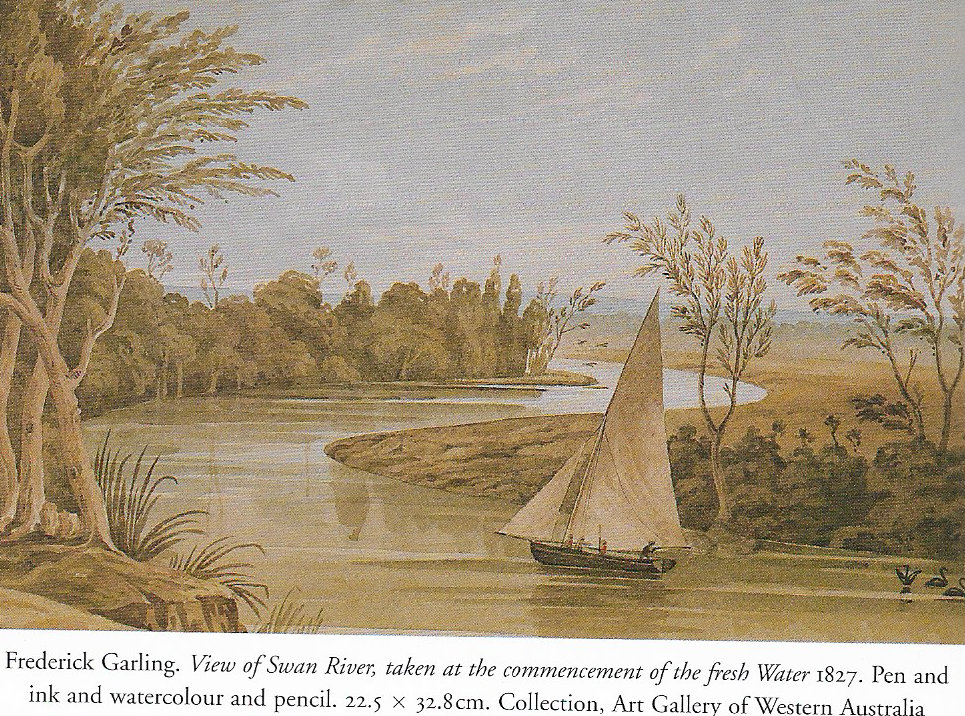
View of Swan River (1827)
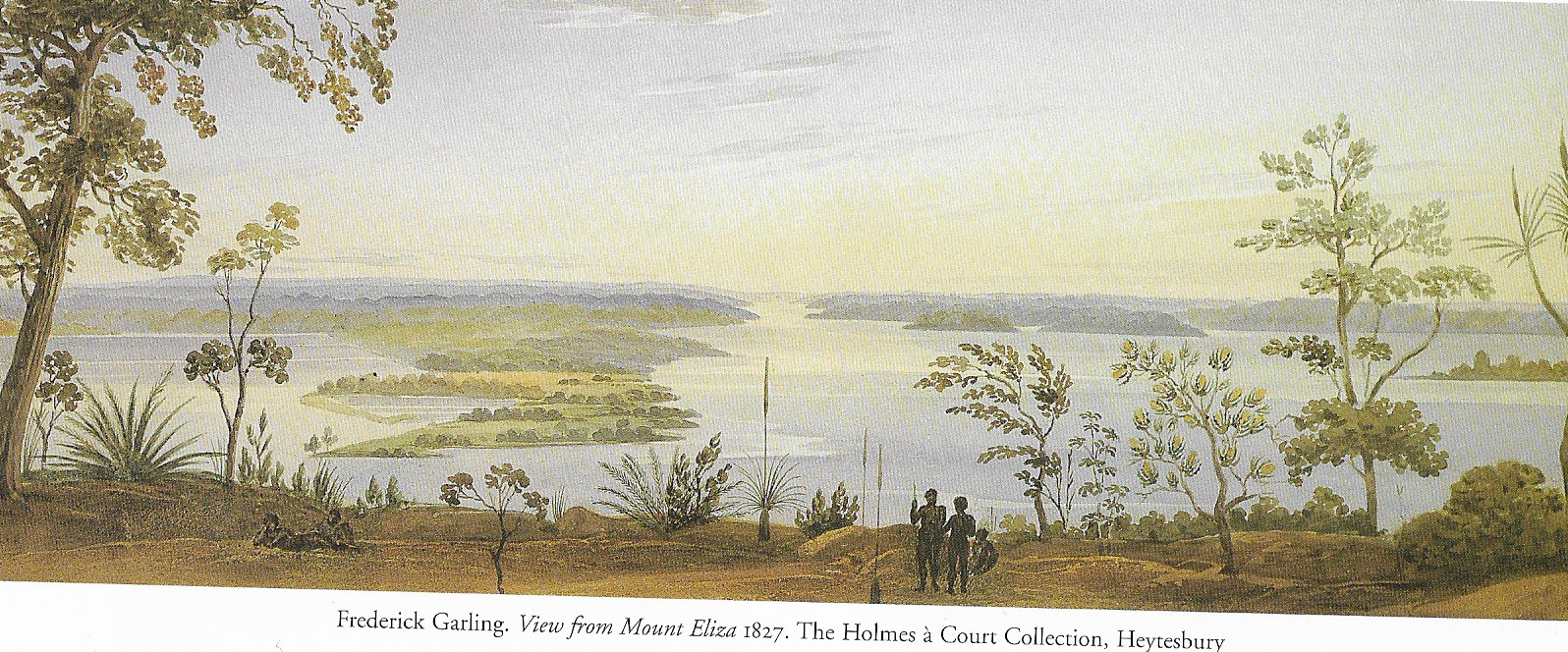
View from Mount Eliza (1827)
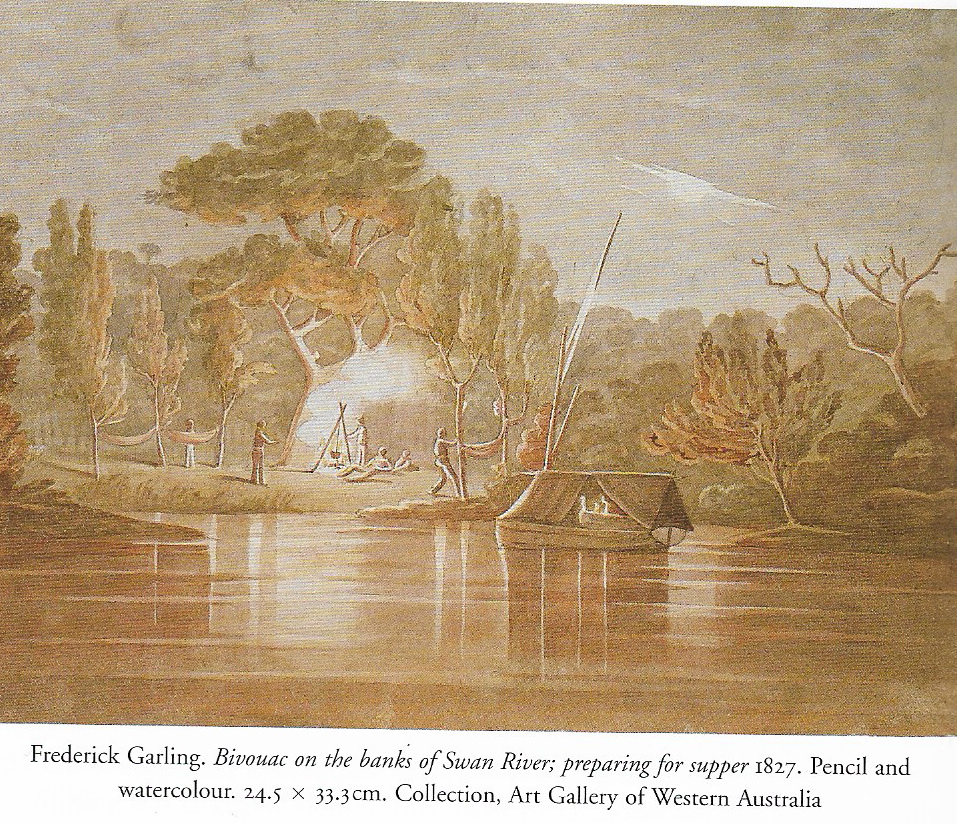
Bivouac on the banks of the Swan (1827)
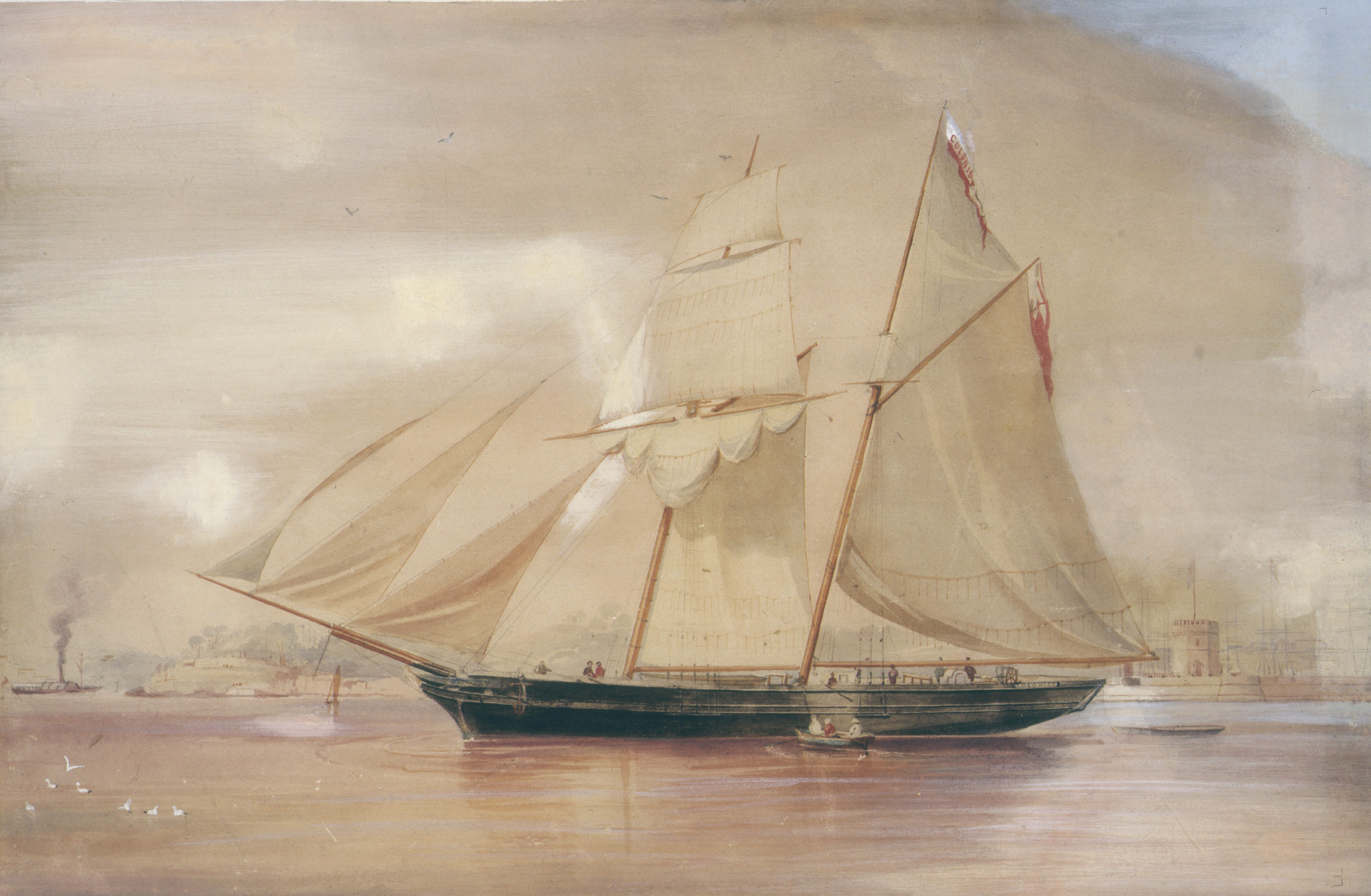
De schoener Colonist
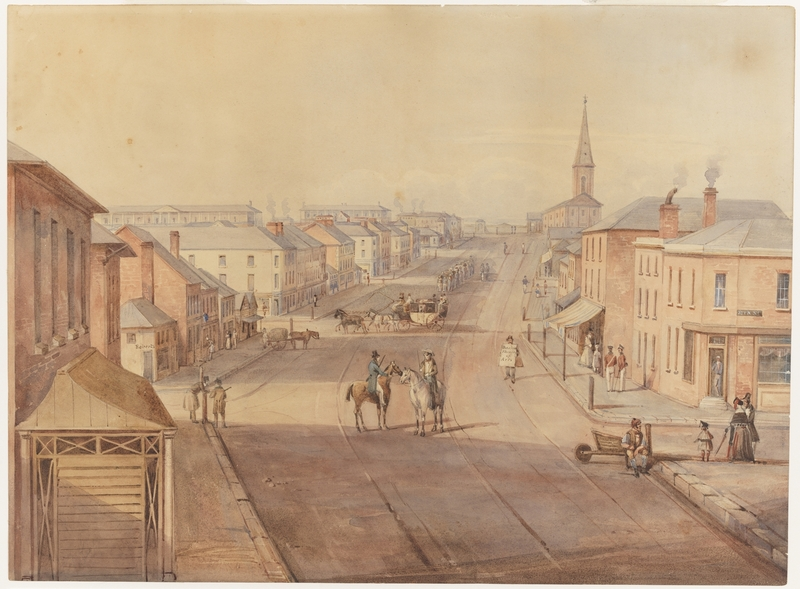
King Street in Sydney (circa 1843)

- Australian Dictionary of Biography: garling-frederick-2080
- Art Gallery of South Australia: 9439
- International Standard Name Identifier: 0000 0000 6711 2104
- Trove: 587887
- Union List of Artist Names: 500122391
- Virtual International Authority File: 93884014